# 岩国城

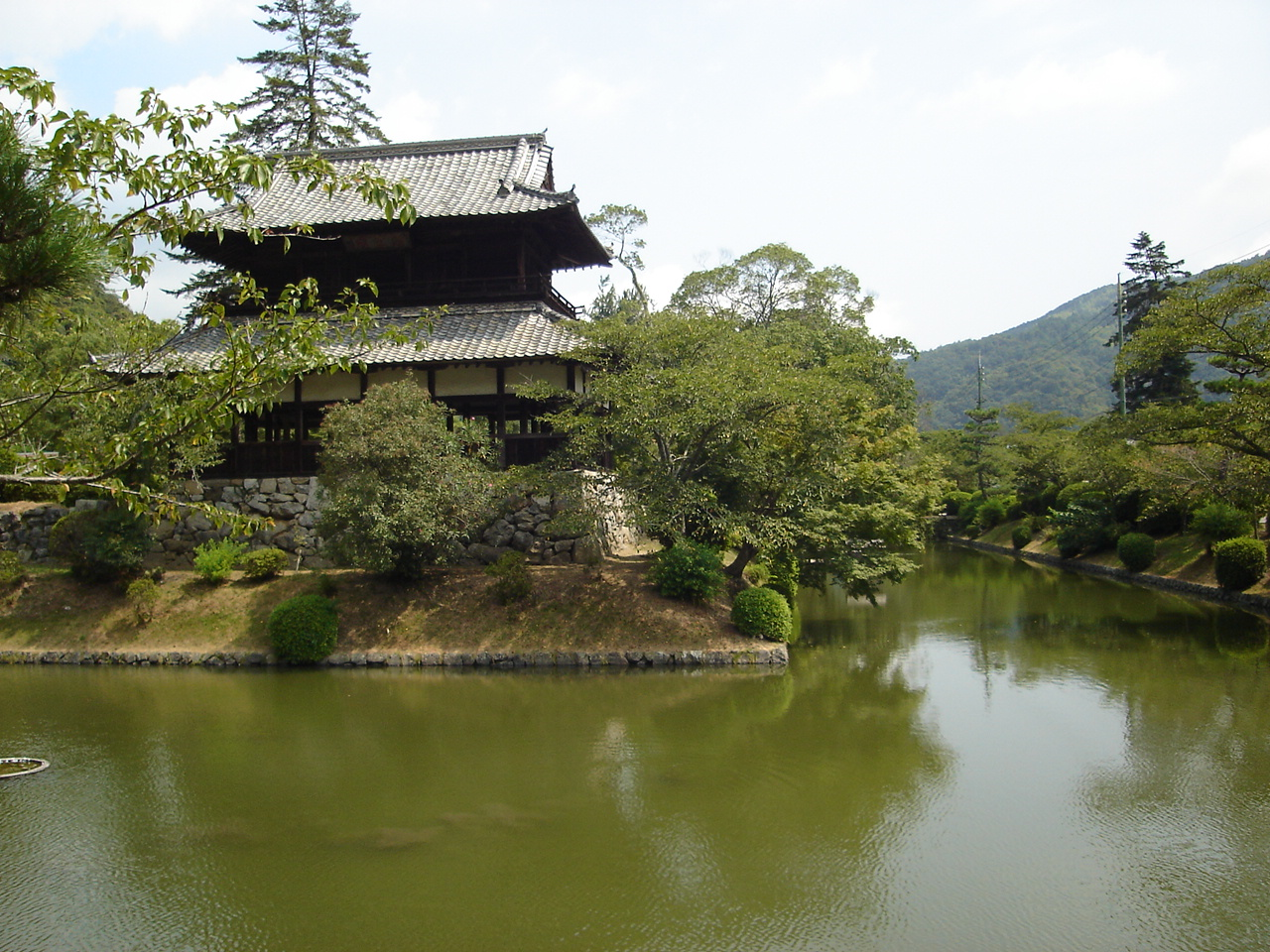
「土居」跡に建つ錦雲閣と水堀

岩国城（いわくにじょう）は、山口県岩国市横山にあった日本の城（山城）。

## 概要
江戸時代初期は岩国領の居城となり、山城である横山城は本丸を中心として南西に二ノ丸、北東に北ノ丸、ほかに水の手などの曲輪が配置され、麓には、「御土居」が築かれた。本丸には4重6階の天守などを上げていたが、廃城後は天守は破却されて土居が陣屋として存続した。城下と城を隔てる錦川には錦帯橋が架けられ、特徴的な景観を作り出している。城下町はこの錦帯橋の道筋を基準に整然と整備された。
現在、御土居跡は、吉香公園（きっこうこうえん）として整備され、横山山頂には再建天守がある。発掘調査で旧天守台が発見されたが、建物の木造復元計画はない。

## 歴史・沿革

### 江戸時代
慶長5年（1600年）関ヶ原の戦いに敗れた毛利輝元は領地を大幅に削減され、広島城から萩城に移封となった。同時に一族であり毛利家存続に注力（結果的に毛利家は領土を大幅に削減された）した吉川広家も同時に米子城から当地に3万石で封じられた。
慶長5年10月には家臣団が、慶長6年（1601年）には広家がこの地に赴任した。広家赴任と同時に岩国城の築城が開始された。麓に平時の居館となる「土居」と、戦時の城「横山城」が横山山上に築かれた。築城には8年の歳月が費やされ、まず翌慶長7年（1602年）に土居が完成した。土居完成とほぼ同時期に横山城の築城が開始され、慶長13年（1608年）に竣工した。本丸には4重6階の唐造りの天守が建造された。
しかし、完成からわずか7年後の元和元年（1615年）に幕府の一国一城令により横山城が破却され廃城となった。これは、周防国にはこの岩国城のみが存在していたが、長府藩の毛利秀元が居城の櫛崎城を破却したことに合わせざるを得なかったことによる。その後、麓の土居は岩国領の陣屋として、また慶応4年の立藩後はその陣屋として、明治維新まで存続した。
岩国領は本藩である長州藩より長期にわたって独立した支藩として認められず、陪臣として扱われた。これは、関ヶ原の合戦時に吉川家のとった行動が、毛利家中で評価されなかったことと深く関わりがあるとする説があるが、実際には長府藩や徳山藩が長州藩主の子孫による分家として宗家継承権を有していたが、吉川家にはそれがなかったなどの事情があったとされている。当藩は明治維新の年、慶応4年（1868年）にようやく独立の藩として認められ諸侯に列したが、明治4年（1871年）には廃藩置県によって廃藩とされたため、正式に独立した藩の藩庁として機能した時期はわずかだった。

### 近現代
1885年（明治18年）居館「土居」跡が吉香公園となり、堀端に絵馬堂である錦雲閣（きんうんかく）が旧藩時代の櫓を模して建造され、現存している。また、藩政時代の建造物として寛政年間（1789年 - 1800年）に建てられた昌明館（7代当主経倫の隠居所）の長屋が現存している。
1962年（昭和37年）3月21日、麓からの見栄えを重視し本丸のあった位置より約30m南側に「天守構造図」という絵図を元に、東京工業大学教授藤岡通夫の設計による鉄筋コンクリート構造の復興天守が建てられた。本来の天守台の位置には平成7年（1995年）に発掘復元された天守台があり、山上には、他に石垣や堀の遺構がある。
2006年（平成18年）4月6日、日本100名城（74番）に選定された。
2012年（平成24年）現在、山上と吉香公園のある山麓はロープウェイ（岩国城ロープウェー）で結ばれており、2013年4月から岩国市の指定により錦川鉄道が運営管理している。

## ギャラリー

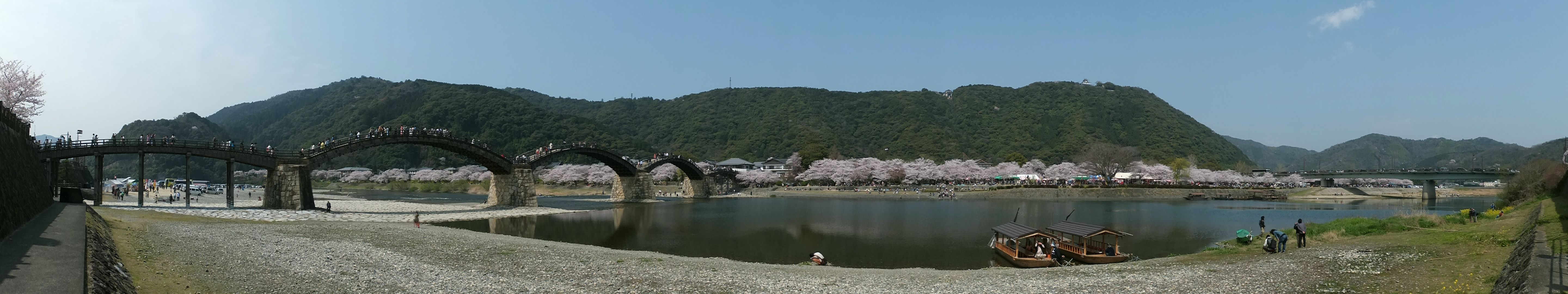
錦帯橋（左側）と岩国城山（山の右側に天守）